# Gádoros
Gádoros é uma vila da Hungria, situada no condado de Békés. Tem 38,13 km² de área e sua população em 2019 foi estimada em 3.481 habitantes.